# Sapporo Ōtani University
43° 04′ 55″ N, 141° 21′ 55″ L
Sapporo Ōtani University (札幌大谷大学, Sapporo-ōtani-daigaku) é uma universidade privada em Higashi-ku, Hokkaido, Japão, estabelecida em 2006. O antecessor da escola foi fundado em 1906.